# 波尔蒂略
波尔蒂略，是西班牙卡斯蒂利亚-莱昂巴利亚多利德省的一个市镇。总面积64平方公里，
2001年普查人口總數為2574人，人口密度為每平方公里40人。